# Trevoa quinquenervia

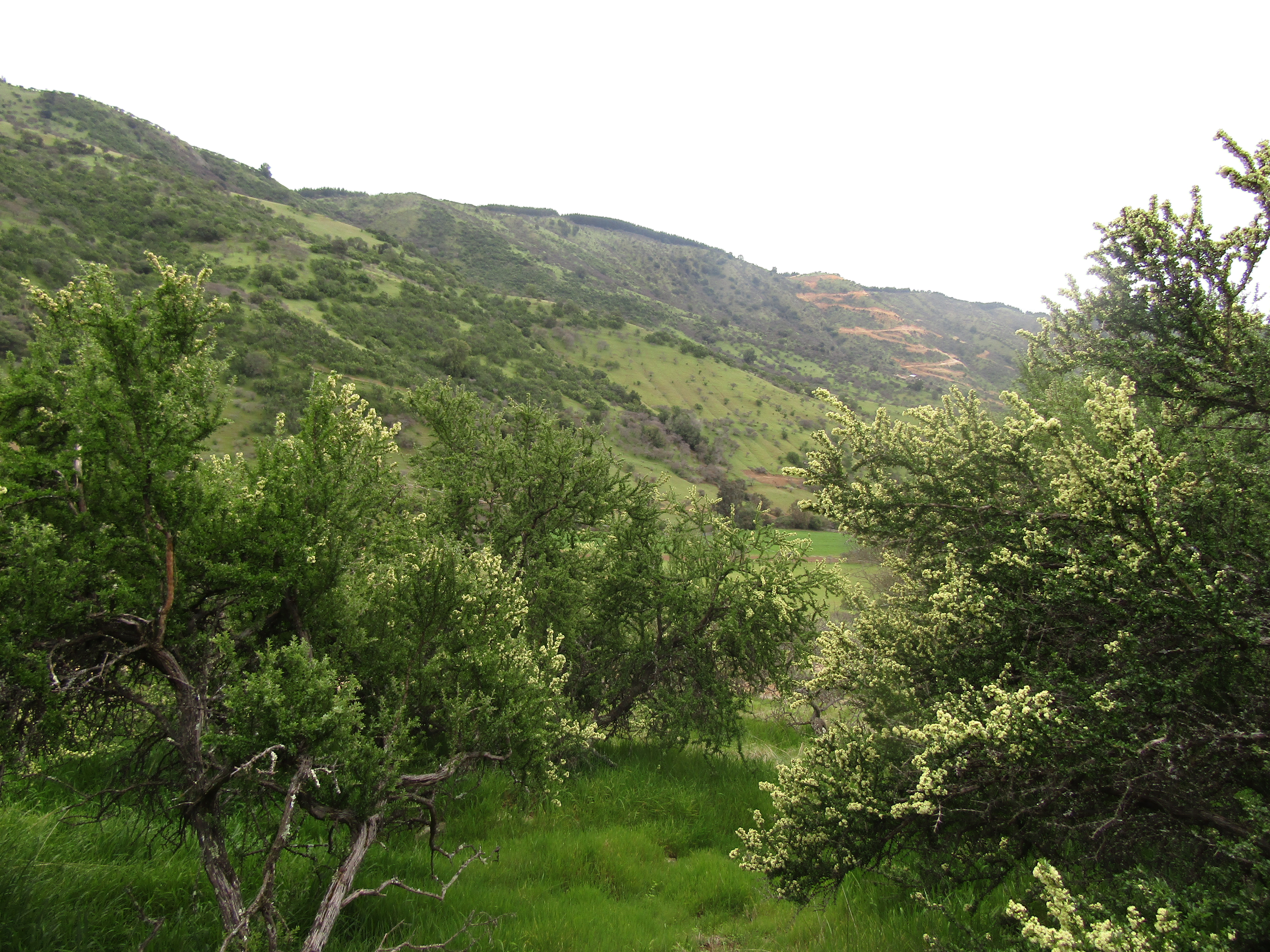
Población de tralhuenes en sector Huilliborgoa, Talca.

El tralhuén o talguén (Trevoa quinquenervia) es un árbol endémico de Chile (Rhamnaceae), que se presenta con gran protagonismo en bosques y matorrales espinosos mediterráneos costeros, interiores y andinos desde la región de Coquimbo hasta la de Ñuble.

## Descripción
T. quinquenervia corresponde a una especie perteneciente a la familia de las ramnáceas, endémica de la zona central de Chile, distribuida entre las regiones de Coquimbo hasta la de Ñuble y que se presenta en un rango altitudinal que varía desde los 0 hasta los 2.000 m s. n. m. Se presenta en bosques y matorrales esclerófilos y espinosos mediterráneos ubicados tanto en la Cordillera de la Costa como en la depresión intermedia y faldeos de cerros precordilleranos andinos.
En sus ubicaciones más septentrionales, forma usualmente matorrales abiertos con ejemplares que, en promedio, alcanzan los 3 metros de altura. No obstante, en regiones más australes, especialmente en el Maule, dados los mayores regímenes pluviométricos, suele presentar individuos que incluso superan los 5 metros.

## Características
El tralhuén es una especie andromonoica, espinosa y que se destaca por ser caduca de verano, teniendo periodos de brotación y desarrollo foliar concentrados entre los meses de mayo a noviembre, y períodos de marchitamiento, marcescencia y caída de hojas, concentrados entre los meses de diciembre a marzo.

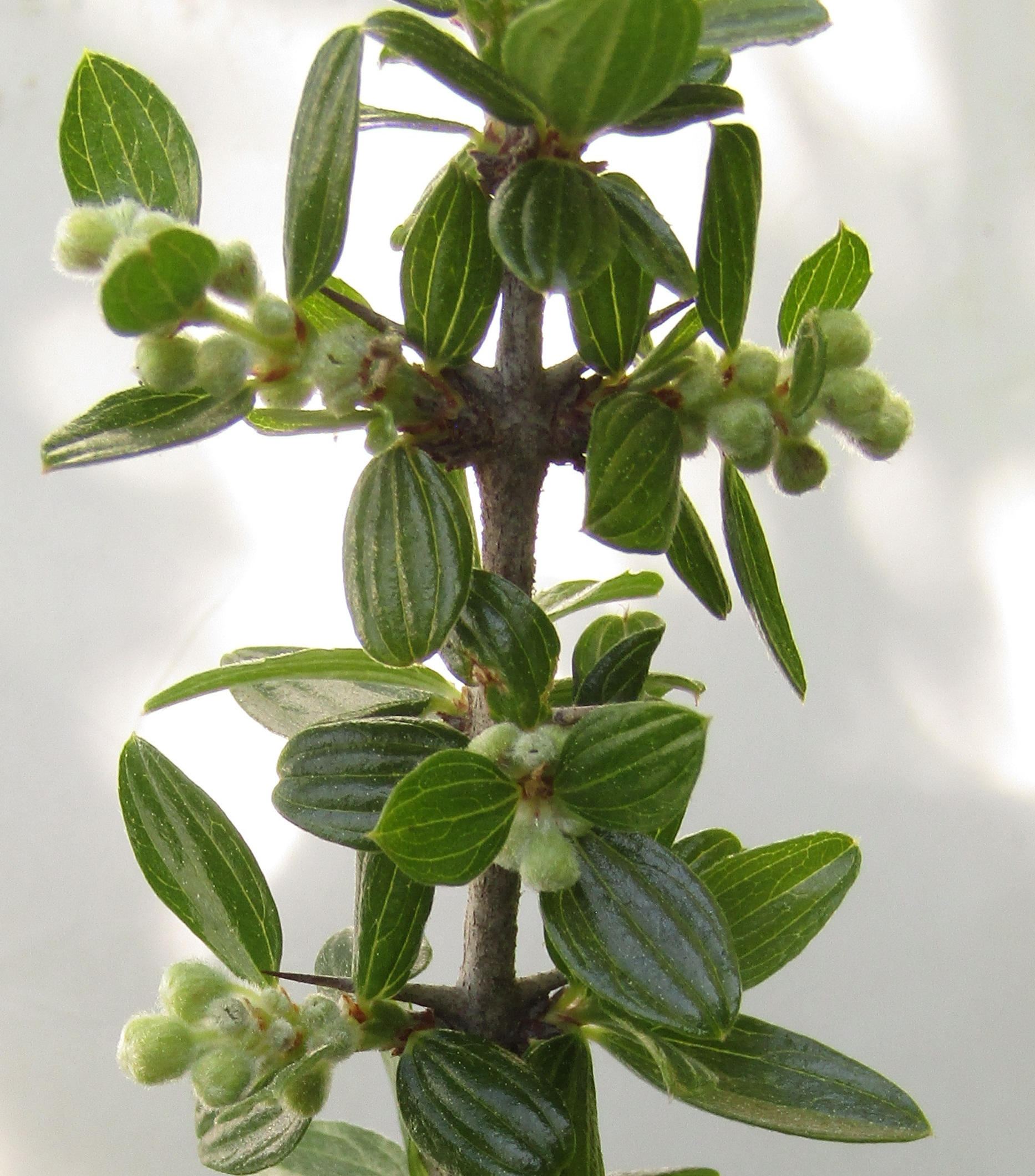
Detalle de hojas y ejes floríferos.

Hojas: Lámina elíptica, mucronada, de 1 a 3 cm de longitud, de margen entero u ocasionalmente con dientes glandulosos, 5-(7) nervada, discolor, con cara adaxial verde oscura y poco pubescente y la abaxial pubescente, blanquecina. Pecíolo menor, de 0,1 cm de longitud. Estípulas triangulares. 
Ejes floríferos: 0,5-1,5 cm de longitud. Cada eje puede contener de 2 a 6 nudos en los que se insertan pares de nomófílos u hojas reducidas (en los nudos superiores), en cuyas axilas nacen cimas 1-7-floras.

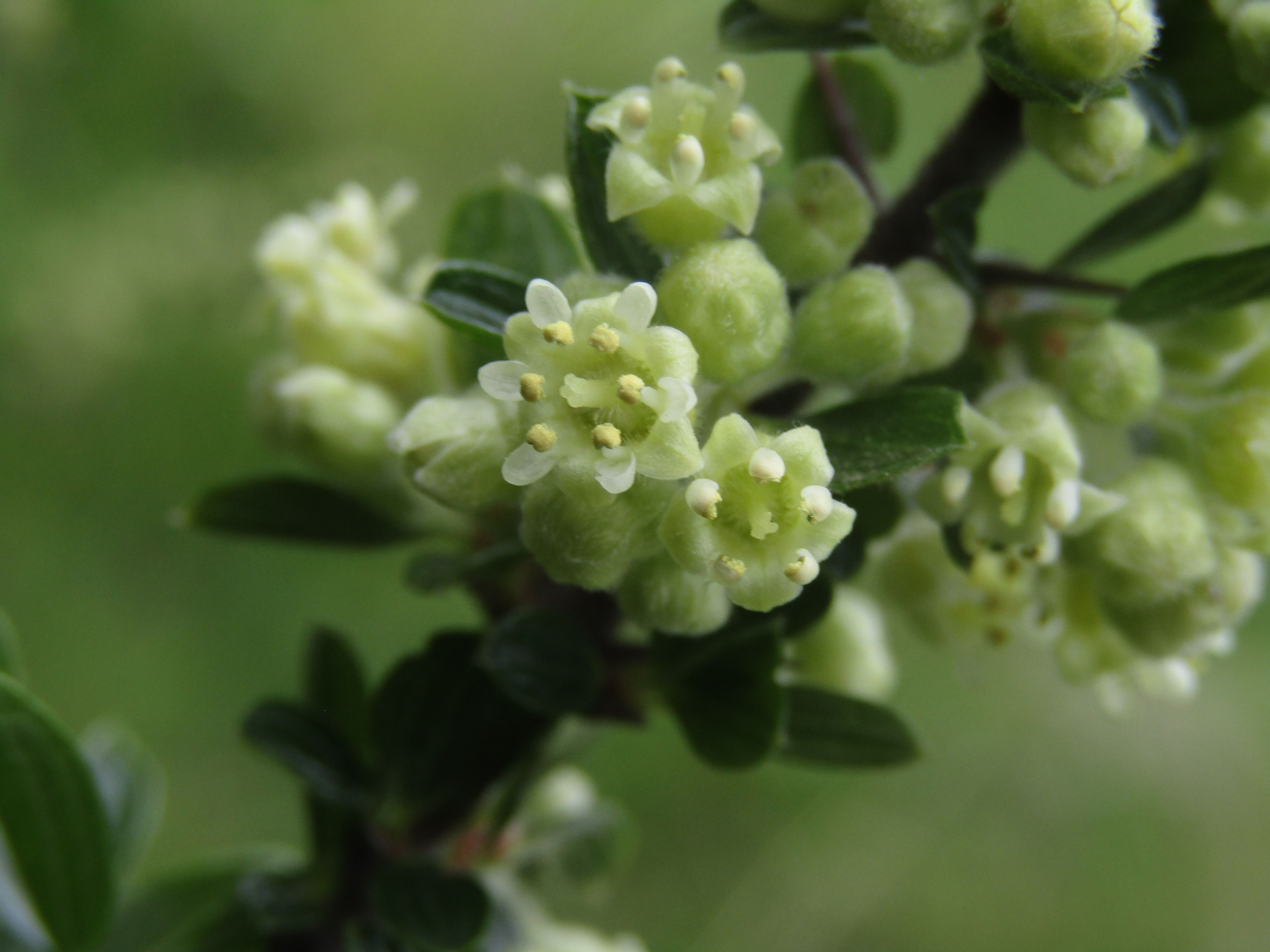
Flores de tralhuén. Flores típicas con perianto de cinco piezas, y una atípica con seis piezas.

Flores: pedicelos pubescentes de 3,8 5,5 mm, tubo floral de 3,5-4 mm de longitud, dientes del cáliz triangulares, reflexos de 2-2,5 mm de longitud, y pétalos blanquecinos de 1,8-2 mm de longitud. 
Estambres con filamento de 1,7-1,9 mm longitud, y anteras de 0,7 mm de longitud, luego de la dehiscencia. 
Gineceo de 4,8-8 mm longitud, cuyo estilo supera en más del doble en longitud a la porción ovárica.
Fruto: Aquenio castaño claro, cartáceo, velludo, de 5,5 mm de longitud y 4 mm diámetro. 

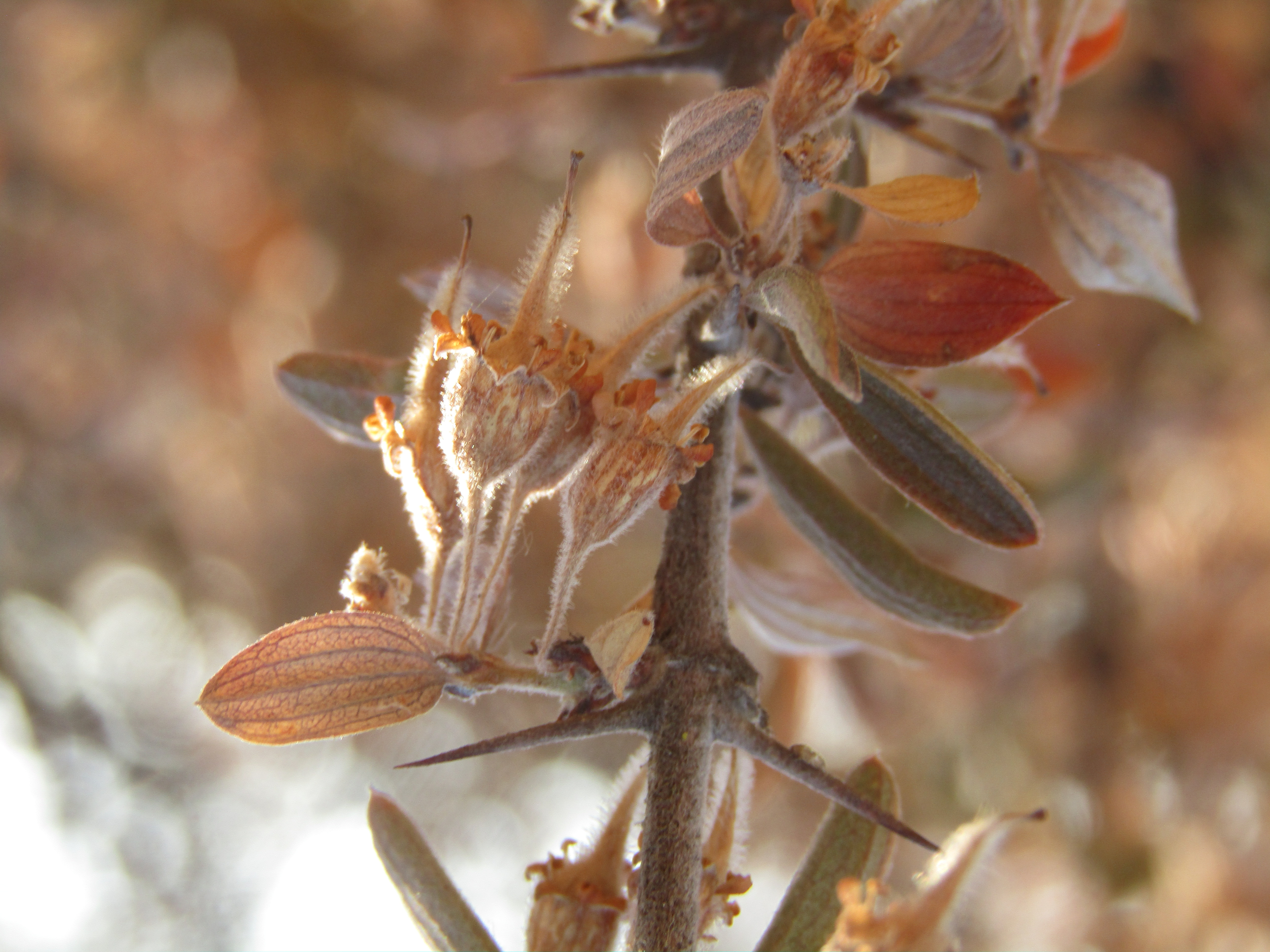
Frutos maduros, hojas senescentes y marcescentes.

Semilla: café grisácea de 4,5 mm longitud, oval, comprimida, con un surco longitudinal marcado.

## Fenología
El tralhuén es una especie caduca de verano. Esta característica corresponde a una adaptación fenológica, para hacer frente a las condiciones xéricas típicas del clima mediterráneo presente en la zona central de Chile.
Fenofases vegetativas: presenta un periodo de desarrollo vegetativo de alrededor de seis meses, el cual comienza en otoño con las primeras lluvias de la temporada —hay registros de brotación a inicios de mayo en la Región del Maule (Talca, sector Huilliborgoa)así como a finales de mayo en la Región Metropolitana, Til Til)— y continúa con el desarrollo foliar hasta fines de septiembre-octubre. Desde mediados de noviembre, comienza un rápido período de senescencia que se concentraría principalmente en diciembre. En los meses de enero y febrero, destacan periodos de marcescencia y caída de hojas, concluyendo esta última de manera completa en marzo.
Fenofases reproductivas: el transcurso desde botones florales cerrados hasta frutos maduros se concentra en un periodo de alrededor de 4-5 meses, entre principios de agosto a fines de diciembre. La apertura de flores se concentra durante todo el mes de septiembre y primeras semanas de octubre, mientras que desde octubre a diciembre, ocurren las fenofases de cuaja, desarrollo de frutos y maduración.